# Kirkkoväärtijärvi
Kirkkoväärtijärvi är en sjö i Kiruna kommun i Lappland och ingår i Torneälvens huvudavrinningsområde. Sjön har en area på 1,01 kvadratkilometer och ligger 327,9 meter över havet.

## Delavrinningsområde
Kirkkoväärtijärvi ingår i det delavrinningsområde (754222-169067) som SMHI kallar för Utloppet av Kirkkoväärtijärvi. Medelhöjden är 415 meter över havet och ytan är 13,05 kvadratkilometer. Räknas de 2 avrinningsområdena uppströms in blir den ackumulerade arean 23,58 kvadratkilometer. Kirrkoväärtijoki som avvattnar avrinningsområdet har biflödesordning 2, vilket innebär att vattnet flödar genom totalt 2 vattendrag innan det når havet efter 382 kilometer. Avrinningsområdet består mestadels av skog (84 procent). Avrinningsområdet har 1 kvadratkilometer vattenytor vilket ger det en sjöprocent på 7,7 procent.